# 野村萌香
野村 萌香（のむら もえか、1994年10月20日 - ）は、日本のAV女優。ツートッププロ所属。

## 略歴・人物
アダルトビデオメーカー・kawaii*の専属女優として単体女優AVデビュー。

## 出演作品

### アダルトDVD
2012年
- 新人!kawaii*専属デビュ→ゆるカワ萌っ娘エンジェル☆（2月25日、kawaii*）
- とろけるkissと濃厚セックchu♥（3月25日、kawaii*）
- 幼なじみは甘えんぼ ボクと萌香の再会セックchu（2月25日、kawaii*）
- 友人に裏切られた女子大生（5月2日、DOC）
- 野村萌香と1日新婚♥生活（6月1日、DOC）
- 絶対的美少女、お貸しします。 ACT.20（7月3日、プレステージ）
- いいなり家出ペット（7月3日、DOC）
- 現役キャバ嬢がドレスを脱いだとき… 8時間 SPECIAL（7月20日、BAZOOKA）他出演:菜々瀬ゆい、華原希、かすみりさ、魅麗、一ノ瀬アメリ、池田あや、白咲舞、京野ななか、琥珀うた
- 高額バイトに集まってきた素人娘 vol.16（7月20日、最強）他出演:小滝みい菜、栗山カリン、姫沢ゆうき、小西レナ、愛原さえ、晴華れい、夢実あくび、彩瀬希、相島奈央、小嶋千明、桃瀬なつき、小泉のぞみ、飯塚あかね、初美沙希
- メンズドレナージュ専門 癒しのエステティシャン 野村萌香（8月3日、グレイズ）
- 若妻不倫温泉 31（8月31日、S級素人）
- ローション女子校生 2（8月23日、稀有）他出演:芹沢つむぎ、初美沙希、大森美玲
- 容姿だけで採用されたんじゃない! と証明したい秘書。（8月24日、BALTAN）
- 接待専用OL 極秘の研修、それは女子社員を完璧な性奴隷に仕立て上げ、肉体接待をさせる事だった!（9月13日、オーロラプロジェクト・アネックス）
- 生中出し新入女子社員 増量!! 8時間 Special（9月14日、BAZOOKA）他出演:藤北彩香、彩瀬希、大島あいる、大森美玲、Maika、美泉咲、初美沙希、早瀬ありす、森川真羽
- 可愛いアノ娘が好きな男と間違えて添い寝してきた… さてどうする?（9月20日、AKNR）他出演:夏目優希、飯田あかり、愛内希
- ソニコス（9月25日、CMP）
- コスプレ例大祭 4（9月28日、TMA）他出演:琥珀うた、長谷川しずく、今井ひろの、宮地由梨香、夏目優希
- 街で噂の美人すぎる看板娘に交渉次第でどこまでやれるか実験してみました!!（9月28日、SCOOP）他出演:大森美玲、加藤ツバキ、向井恋、鈴木ミント
- レンタル店のお客様に、お貸しします。 PART.02（10月8日、プレステージ）共演:宮地由梨香、木村つな ※レンタル作品
- オトナのナース検診 4時間 〜あなたのおちんちん癒してあげる〜（10月12日、BAZOOKA）他出演:さとう遥希、京野ななか、初美沙希、早瀬ありす
- SOD女子社員 これまで決して表に出ることの無かったナイショの特別業務!! 見て触って舐めて感じる 五感で学ぶち○ぽ研究会 本邦大公開!!（10月18日、SODクリエイト）共演:大迫美香、鮎原千里子、永井瞳 ※「野川薫」名義
- 女の子だけの自宅・自画撮りオナニー フルーツバスケット 3（10月19日、ドグマ）他出演:さとう遥希、宇佐美なな、小西レナ
- ロリ専科 キミだけに語りかけ! ロリっ娘20人! オマ●コぴちゃぴちゃ 指入れ自画撮りオナニー 4時間DX vol.02（10月19日、グレイズ）他出演:倉科あん、桐谷凪沙、葵野まりん、松尾うめ、上原亜衣、北川しずく、小日向ゆうこ、辻愛菜、若葉りか、大槻ひびき、相島奈央、堀内かえで、三嶋あみ、つるのゆう、杉原みちる、水森なお、小西美羽、持田美琴、岩佐あゆみ
- 御茶ノ水OL専門マッサージ施術院（11月1日、変態紳士倶楽部）他出演:あかり優、柚葉リコ、長谷川舞、朝霧メイサ
- 5年ぶりの再会記念に5発（11月9日、フルセイル）
- 凌辱ヒロインセーラー戦士 2（11月23日、TMA）共演:友田彩也香、松浦ケイ、立花くるみ
- 婚活でようやく見つけた男にフラれそうになった女は必死の形相で男を食い止め、言う事をなんでも聞いてヤリまくる!!（11月23日、SCOOP）他出演:月丘雅、波多野結衣 ほか
- 街で見かける気になる娘 02（12月11日、フルセイル）
- 萌え萌えお嬢様の挑発パンチラとSEX 積極的なオンナの子!覚悟してね!男子たち!（12月11日、TOY★GIRL）
- MAD GAME 10th（12月11日、MAD）
- あからさまに制服から派手なパンツが透けた状態で現れる整体師は、僕がパンツを見て興奮している姿を見ると逆に興奮する変態整体師だった!（12月28日、SCOOP）他出演:Sumire、鈴木ミント、愛沢有紗、向井恋

2013年
- 日本の女性器大図鑑 私のオマ●コ見て下さい%hearts; 40人4時間DX（1月4日、グレイズ）他出演:上原亜衣、立花くるみ、平子知歌、大槻ひびき、前田ちえ、さとう遥希、宮地由梨香、芹沢つむぎ、琥珀うた ほか
- 博多弁訛りの彼女の親友とバレないようにやっちゃった俺（1月10日、AKNR）他出演:芹沢つむぎ、藤井らん
- 僕の気になる綺麗なお姉さんは挑発がお好き（1月11日、TOY★GIRL）他出演:相沢恋、かすみひかり、池内みわ、和希さやか
- 美少女即ハメ白書 08（1月22日、ソクハメラボ）他出演:平原みなみ、天野ナナ、五十嵐純子
- 高身長×現役モデル×絶品舌技×激狭マンコ 絶品スレンダーボディが快感に悶えてイキまくる（2月1日、蜜）
- 麗しの美人OL 8時間 special 2（2月8日、BAZOOKA）他出演:夏目優希、魅麗、春原未来、野々宮める、ななみ果歩、七瀬あさ美、西田ルナ、浅之美波、相沢恋
- 下着が透けている女性のお尻に興奮してしまい、後をつけてみると… 3（5月10日、DOC）他出演:藤北彩香、後藤えみ